# Каттель, Михаил Абрамович
Михаил Абрамович Каттель — председатель облисполкома ЕАО (ноябрь 1936 — январь 1937).

## Биография
Родился в 1889 году в г. Одессе (по другим данным — в г. Николаеве), еврей, образование неоконченное высшее (в 1911 окончил коммерческое училище в г. Одессе, в 1914 — студент Петроградского психоневрологического института), член РКП(б) с 1918.
Сентябрь 1919 — заместитель председателя Особой продовольственной комиссии Южного фронта по Юго-Западной группе войск Красной Армии.
1923—1926 — заместитель народного комиссара финансов Украинской ССР.
1927 — председатель Высшей арбитражной комиссии при Украинском экономическом совете.
1927—1930 — заместитель председателя Государственной плановой комиссии при СНК УССР. Член бюджетной комиссии ЦИК СССР V-го созыва (утвержден Политбюро ЦК ВКП (б) 18.07.1929). Член пленума Госплана СССР (до 20.05.1931, протокол № 39 заседания Политбюро ЦК ВКП(б) от 20.05.1931). Член президиума Центрального совета Украинского общества по земельному устройству трудящихся евреев (УкрОЗЕТ). Член Центрального совета ОЗЕТа (1929—1930).
1931—1936 — уполномоченный Наркомата внешней торговли СССР по Украине (протокол № 26 заседания Политбюро ЦК ВКП (б) от 15.02.1931). Член Комитета по землеустройству трудящихся евреев при Президиуме Совета национальностей ЦИК СССР (01.1932). Член Совета при Наркомате внешней торговли СССР (08.05.1936). Председатель Центрального совета УкрОЗЕТа (01.1931 — 10.1936).
6 ноября 1936 — председатель исполкома Совета рабочих, крестьянских и красноармейских депутатов (депутатов трудящихся) Еврейской автономной области. В январе 1937 года бюро обкома ВКП (б) ЕАО исключило его из партии, освобожден от должности председателя облисполкома.
Январь-июнь 1937 — заместитель уполномоченного конторы «Заготсено» по УССР Всесоюзной конторы по заготовке сена («Заготсено») Комитета по заготовкам сельскохозяйственных продуктов при СНК СССР.
Арестован 28.06.1937 НКВД УССР.
25.08.1937 — включен в список обвиняемых, подлежащих суду ВК ВС СССР по 1-й категории (от Центрального аппарата УГБ НКВД УССР), список утвержден Сталиным и Молотовым.
Осужден 01.09.1937 Военной коллегией ВС СССР к высшей мере наказания.
Расстрелян 02.09.1937 в г. Киеве.